# RX Japan
RX Japan株式会社(アールエックスジャパン)は、東京都中央区に本社を置く国際産業見本市及びセミナーの主催・企画・運営する企業である。イギリスのリードエグジビション（レレックス・グループ傘下）の日本法人。

## 概要
RX Japan株式会社(旧社名:リードエグジビションジャパン)は、東京ビッグサイトや幕張メッセなどでエレクトロニクス、新エネルギー、素材、自動車、医薬、医療・バイオ、IT、フラットパネル、ものづくり、農業、宝飾、メガネ、出版、ファッション、雑貨、文具、コンテンツなど等の産業分野の大規模国際見本市を年間約123本(2015年現在)主催、定期開催している。「日本ジュエリーベストドレッサー賞」「日本メガネベストドレッサー賞」開催者。

## 沿革
- 1986年(昭和61年)08月 – リードエグジビションジャパン株式会社設立
- 1987年(昭和62年) 
  - 01月 – 「ネプコン ジャパン」定期開催実施
  - 05月 – 本社を東京都新宿区(新宿野村ビル)に移転
- 1988年(昭和63年)05月 – 「国際メガネ展」開始
- 1990年(平成2年)   
  - 03月 – 「国際宝飾展」開始
  - 06月 – 「設計・製造ソリューション展」開始
  - 09月 – 「国際 文具・紙製品展」開始
- 1991年(平成3年)07月 – 「ファインテック ジャパン」開始
- 1992年(平成4年)07月 – 「Japan IT Week【春】」開始
- 1994年(平成6年)02月 – 「東京国際ブックフェア」開始
- 1995年(平成7年)10月 – 「出展社のための特別セミナー」開始
- 1997年(平成9年)   
  - 01月 – 「国際 電子出版 EXPO」開始
  - 06月 – 「神戸 国際宝飾展」「機械要素技術展」開始
- 1998年(平成10年)  
  - 07月 – 「組込みシステム開発技術展」開始
  - 09月 – 「関西 ものづくり ワールド」開始
- 1999年(平成11年)06月 – 「インターフェックス ジャパン」を買収し主催開始(見本市の買収は日本初)
- 2000年(平成12年)01月 – 「半導体パッケージング技術展」「電子部品 EXPO」「プリント配線板 EXPO」開始
- 2001年(平成13年)01月 – 「Photonix」開始
- 2002年(平成14年)05月 – 「国際バイオテクノロジー展」開始
- 2004年(平成16年)  
  - 07月 – 「情報セキュリティ EXPO【春】」開始
  - 10月 – 「国際フラワーEXPO」開始
- 2005年(平成17年)  
  - 01月 – 「国際 水素・燃料電池展」開始
  - 07月 – 「国際 雑貨 EXPO」「オフィス セキュリティ EXPO」開始
- 2007年(平成19年)  
  - 05月 – 「Web&モバイル マーケティング EXPO【春】」開始
  - 07月 – 「医薬品原料 国際展」「オフィス防災EXPO」開始
  - 10月 – 「国際ガーデンEXPO」開始
- 2008年(平成20年)  
  - 02月 – 「国際太陽電池展」開始
- 2009年(平成21年)  
  - 01月 – 「オートモーティブ ワールド」開催
  - 04月 – 「ライティングジャパン(照明機器・開発技術)」開始
  - 07月 – 「販促 EXPO」「ベビー＆キッズ EXPO」開始
- 2010年(平成22年)  
  - 01月 – 「EV・HEV 駆動システム技術展」開始
  - 03月 – 「国際 二次電池展」「太陽光発電システム施工展」開始
  - 04月 – 「高機能フィルム技術展」開始
  - 06月 – 「医療機器 開発・製造展」「化粧品開発展」開始
  - 07月 – 「教育ITソリューション EXPO」開始
  - 10月 – 「ファッションワールド 東京【秋】」「関西 医療機器 開発展」開始
  - 11月 – 「Japan IT Week【秋】」開始(幕張メッセ)
- 2011年(平成23年)  
  - 05月 – 「スマートフォン&モバイル EXPO【春】」開始
  - 07月 – 「オフィスサービス EXPO」開始
  - 09月 – 「GOLD 100 Awards & Summit」（米国：サンフランシスコ） にて石積忠夫社長が展示会大賞受賞[4]
  - 10月 – 「国際 農業資材 EXPO」「国際 道工具・作業用品 EXPO」開始
- 2012年(平成24年)  
  - 06月 – 「国際 化粧品展」開始
  - 07月 – 「クリエイター EXPO 東京」開始
  - 10月 – 「国際 バッグ EXPO【秋】」「国際 シューズ EXPO【秋】」開始
- 2013年(平成25年)  
  - 03月 – 「国際 風力発電展」開始
  - 07月 – 「コンテンツ東京」「HR EXPO(人事労務・教育・採用支援展)」開始
  - 10月 – 「国際宝飾展 【秋】 」「関西 高機能素材ワールド」「関西 スマートエネルギー Week」「国際 アパレル EXPO【秋】」開始
- 2021年(令和3年)07月 – RX Japan株式会社に社名変更[5]